# Robert Isidor Örn

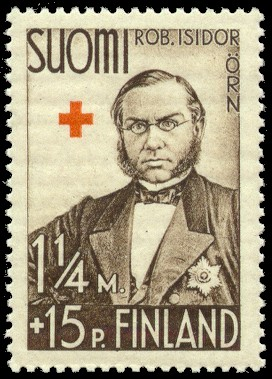
Robert Isidor Örn på finländskt frimärke från 1938.

Robert Isidor Örn, född 2 januari 1824 i Kuolemajärvi, död 25 juni 1885 i Helsingfors, var en finländsk ämbetsman. Han var far till Werner August Örn
Örn blev student 1840 och auskultant i Viborgs hovrätt 1847, justitierådman i Viborg 1852, politieborgmästare i samma stad 1855, representerade Viborg i det så kallade januariutskottet 1862 och vid lantdagen 1863–64, då han var talman i borgarståndet, vilket värv han på ett framstående sätt fullgjorde, samt utnämndes 1865 till direktor för generalguvernementskansliet i Helsingfors. På sistnämnda post gjorde hans ämbetsmannaförmåga sig så mycket mera gällande, som han genom sitt vinnande väsen i hög grad förvärvat sig generalguvernören greve Nikolaj Adlerbergs förtroende, varför dennes åtgärder, i synnerhet vid besättandet av högre ämbeten, ofta torde ha berott på Örns uttalade mening, Örn utnämndes 1874 till senator och vice ordförande i senatens justitiedepartement, fick samma år geheimeråds titel och upphöjdes 1876 i adligt stånd. År 1877 begärde han till följd av sjukdom avsked från sina ämbeten.

## Utmärkelser
- Sankt Annas orden, andra klass,  1866[1]
- Sankt Vladimirs orden, tredje klass,  1868[1]
- Sankt Stanislausorden, första klassen,  1872[1]

[Redigera Wikidata]